# 比尤納維斯塔 (阿拉巴馬州)
比尤納維斯塔（英語：Buena Vista）是一個位於美國阿拉巴馬州門羅縣的非建制地區。該地的面積和人口皆未知。

## 地理
比尤納維斯塔的座標為31°47′34″N 87°15′34″W / 31.79278°N 87.25944°W，而該地的平均海拔高度為62米（即203英尺）。